# Landrecies British Cemetery
Landrecies British Cemetery is een Britse militaire begraafplaats met gesneuvelden uit de Eerste Wereldoorlog en gelegen in de Franse gemeente Landrecies (Noorderdepartement). De begraafplaats werd ontworpen door George Goldsmith en ligt ongeveer 1 km ten noordwesten van het centrum van Landrecies. Ze heeft een nagenoeg rechthoekig grondplan en is omgeven door een natuurstenen muur. Het terrein ligt op een hoger niveau dan de straat en is toegankelijke via enkele traptreden. Het Cross of Sacrifice staat centraal op de muur aan de straatzijde. De begraafplaats wordt onderhouden door de Commonwealth War Graves Commission. 
Er liggen 165 Britten begraven waaronder 14 niet geïdentificeerde.

## Geschiedenis
Na de hevige gevechten tussen de Britse en Duitse troepen in de omgeving van Mons in augustus 1914 moest het Britse Expeditieleger zich richting Frankrijk terugtrekken. Na felle achterhoedegevechten in de omgeving van Landrecies viel de gemeente op 25 augustus 1914 in Duitse handen. Dit bleef zo tot het op 4 november 1918 door de 25th Division werd bevrijd. De begraafplaats werd door eenheden van deze divisie in november 1918 aangelegd. Alle hier begraven slachtoffers stierven tussen oktober 1918 en januari 1919. 

## Onderscheiden militairen
- Stanley Frederick Hill, kapitein bij het Gloucestershire Regiment werd tweemaal onderscheiden met het Military Cross (MC and Bar).
- de onderluitenants Harry Leonard Colley van het West Yorkshire Regiment (Prince of Wales's Own) en Valentine Scroggie van het Gloucestershire Regiment werden onderscheiden met het Military Cross (MC).
- J.H. Smith, korporaal bij de The Buffs (East Kent Regiment) werd onderscheiden met de Distinguished Conduct Medal en de Military Medal (DCM, MM).
- korporaal Frank Wood van de King's Own Yorkshire Light Infantry ontving de Military Medal (MM).